# Glukozamina
Glukozamina (łac. Glucosaminum) – organiczny związek chemiczny z grupy aminocukrów, pochodna glukozy, w której grupa hydroksylowa w pozycji 2 zastąpiona została grupą aminową. W organizmach syntetyzowana jest z glukozy i jest prekursorem szeregu biocząsteczek, na przykład kwasu sjalowego, chondroityny, glikoprotein lub heparyny. Acetylowana glukozamina jest merem chityny.
Porównanie budowy glukozy i glukozaminy:

α-D-glukoza
α-D-glukozamina

## Działanie lecznicze
Przypuszczano, że przez przyjmowanie glukozaminy można uzyskać odbudowę chrząstki stawowej i że może ona zmniejszać ból stawów oraz wpływać na sprawniejsze ich funkcjonowanie. Preparaty siarczanu glukozaminy wykorzystywane są przy wspomaganiu leczenia choroby zwyrodnieniowej stawów. W roku 2001 opublikowano badanie wskazujące, że lecznicze działanie glukozaminy nie jest pewne. Metaanaliza opublikowana w 2010 roku stwierdza, że w porównaniu z placebo, glukozamina, a także chondroityna i ich połączenie nie zmniejszają bólu stawów i nie mają wpływu na zwężenie szpary stawowej. We wnioskach z badania zaleca się odstąpienie od refundacji leczenia glukozoaminą i zaprzestanie przepisywania tego związku przez lekarzy. W 2013 roku na Uniwersytecie w Sydney zakończono Long-term Evaluation of Glucosamine Sulphate Study (LEGS), w którym także nie stwierdzono aby przeciwbólowe działanie glukozaminy lub chondroityny było lepsze od placebo, natomiast ich podawanie równoczesne powodowało ograniczenie zwężenia szpary stawowej (choć zmniejszenie bólu było także na poziomie placebo).